# Elijah Paine
Elijah Paine (ur. 21 stycznia 1757 roku w Brooklyn, Connecticut – zm. 28 kwietnia 1842 roku w Williamstown, Vermont) - prawnik, przedsiębiorca i polityk amerykański.
W latach 1795–1801 z ramienia Partii Federalistycznej zasiadał w Senacie Stanów Zjednoczonych jako przedstawiciel stanu Vermont.
Jego syn, Charles Paine, był gubernatorem stanu Vermont w latach 1841–1843.